# フランシスコ・デ・モンテーホ

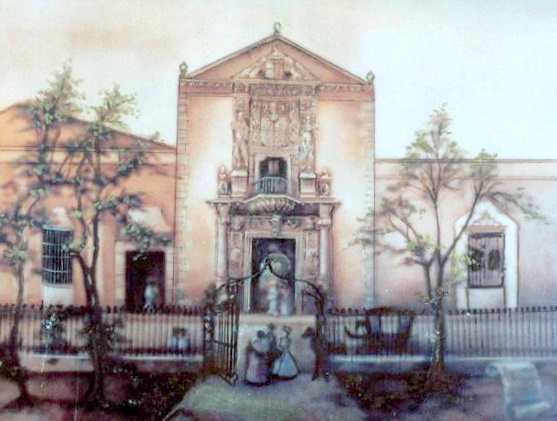
メリダにあるフランシスコ・デ・モンテーホの邸宅を描いた19世紀のリトグラフ。邸宅は現在博物館になっている

フランシスコ・デ・モンテーホ・イ・アルベレス（Francisco de Montejo y Alverez、1479年 - 1553年）は、スペインのコンキスタドール。ユカタンを最も初期に訪れたスペイン人の1人である。

## 年譜
- 1479年、父ファン・デ・モンテーホと母カタリーナ・アルベレス・デ・テヘーダの子としてサラマンカで生まれる。
- 1514年、4隻の船を指揮してキューバへ赴き、フアン・デ・グリハルバのユカタン半島沿岸探検調査に参加。
- その後、エルナン・コルテスの軍隊に加わり現在のベラクルス市にあたるラ・ビジャ・リカ・デ・ベラ・クルースの建設を手伝った。
- 1519年、コルテスの依頼を受けてこの探検の成果をスペイン王に報告。帰国中にベアトリス・デ・エレーラと結婚[1]。
- 1526年12月、スペイン王カルロス1世はモンテーホをユカタンの総督に任命。
- 1528年、ユカタン半島に戻ったモンテーホは東海岸の征服を試みるが、トゥルムなどのマヤ族の抵抗にあってあえなく撤退。
- 1530年、今度はメキシコ湾から回りこんで現在のタバスコ州にあたる地域を制圧。しかし、翌年から再びマヤ族の激しい抵抗に苦しむことになる。
- 1535年、ついにユカタン半島から2度目の撤退を余儀なくされた。
- 1533年に現在のホンジュラスにあたる地域の征服許可をスペイン王より受けていたが、同様の許可を受けていたペドロ・デ・アルバラードとの軋轢を生むことになった。
- 1536年、アルバラードにホンジュラスを先に制圧されてしまう。アルバラードは翌年スペインに帰国したが、モンテーホがホンジュラス総督に任命されたのは1540年になってからだった。
- 息子であるモンテーホ2世がユカタン半島の征服を進め、1541年にカンペチェを、翌年にはメリダを建設[2]。
- 1546年、モンテーホは再びユカタン半島の総督に任命されたが、1550年に解任、スペインへ帰国した。
- 1553年、死去。

息子の他に2人の娘がいた。